# کارملو کامت
کارملو کامت (اسپانیایی: Carmelo Camet‎; ۲۹ اکتبر ۱۹۰۴ – ۲۲ ژوئیهٔ ۲۰۰۷) شمشیرباز اهل آرژانتین بود.